# 結城さとみ
結城 さとみ（ゆうき さとみ、1967年8月6日 - ）は茨城県北相馬郡藤代町（現・取手市）出身で、NHKのシニアアナウンサー。

## 人物
千葉県立東葛飾高等学校を経てお茶の水女子大学文教育学部を卒業後、1990年入局。2015年 - 2022年ラジオセンターディレクター業務勤務、一旦アナウンス業務から離れるが（番組担当アナウンサーの不在時に代行アンカーとして出演することや朗読を担当することがあった）、2022年の異動でアナウンサーに復帰。

## 同期のアナウンサー
辻智太郎・田中学・高谷智泰・和田哲・武田真一ほか

## 出演番組
静岡放送局時代
- 静岡のニュース・中継等

東京アナウンス室時代
- 首都圏ネットワーク（代理キャスター、1999年8月9日 - 20日・2005年8月15日 - 19日）
- あなたのアンコール（第1期進行）
- 生活ほっとモーニング（リポーター）
- おはよう日本・首都圏（土曜日キャスター、1999年4月 - 2000年3月）
- NHKニュースおはよう日本（キャスター、2003年8月23日、24日）膳場貴子夏季休暇に伴う代行。3年ぶりに復帰。
- 新トーキョー人の選択 （ナレーション、 - 2010年3月）
- 追跡!AtoZ（ナレーション、2011年2月5日）
- NHKニュース7 （ニュースリーダー、土・日）
- 首都圏ネットワーク（「文化流行最前線」レポーター）不定期
- 土曜解説（司会）
- 極める! 千住明の聖地学（語り手）

さいたま放送局時代
- ゆうどきネットワーク
  - ナレーション
  - 司会代行（2009年2月23日 - 27日）

日本語センター出向時代
- こんにちはいっと6けん（進行）
- もういちど、日本  ナレーション（2011年度）

千葉放送局時代
- うまいッ!（リポーター）
- ひるまえ ほっと（千葉県内の情報）
- FMラジオニュース
- アナウンス統括

ラジオセンターディレクター時代
- 番組担当アナウンサーが不在の場合の代行のアンカー
- 朗読等

東京アナウンス室（2024年以降）
- ひるのいこい（水～金曜担当、2025年4月2日 -  )
- 朗読「アナウンサーが読む、滝沢馬琴『八犬伝』」（2025年4月5日 - 26日、NHKラジオ第1） - 朗読[2]

## その他
- 新人アナ研修の専任講師はその年の6月に東京（関連団体出向者を含む）より異動するアナウンサーが就任するケースが多く、2013年の異動直前に専任講師を務めていた。[3]